# 笠井爾示
笠井 爾示（かさい ちかし、1970年 - ）は日本の写真家。 多摩美術大学卒業。
主にファッション誌、音楽誌などのカルチャー系雑誌、グラビア、 CDジャケット、アイドル写真集などを撮影。写真集に「TOKYO DANCE」（1997年/新潮社）、「danse Double」（1997年/フォト・リーブル）、「波珠」（2001 年/青幻舎）などがある。

## 親族
父は舞踏家の笠井叡。弟（次男）はオイリュトミスト笠井禮示、（三男）はコンテンポラリー・ダンサー笠井瑞丈。